# 動冠傘鳥
動冠傘鳥是分佈在南美洲的動冠傘鳥屬（Rupicola）下的鳥類。
動冠傘鳥棲息在熱帶及亞熱帶近岩石區的雨林，牠們會在岩石區築巢。牠們有複雜的示愛行為及吸引的求偶行徑。
雄鳥壯麗的不只其鮮艷的橙色或紅色，而其明顯的扇狀冠。較沉色的雌鳥主要呈褐色。牠們很是小心，喜歡吃果實及草莓。

## 物種
現存有兩個動冠傘鳥物種：
- 安第斯動冠傘鳥 Rupicola peruvianus (Latham, 1790)：是秘魯的國鳥。
- 圭亞那動冠傘鳥 Rupicola rupicola (Linnaeus, 1766)

## 保育狀況
牠們被列為《瀕危野生動植物種國際貿易公約》附錄二的物種，被限制出口及貿易。